# Münzenberg

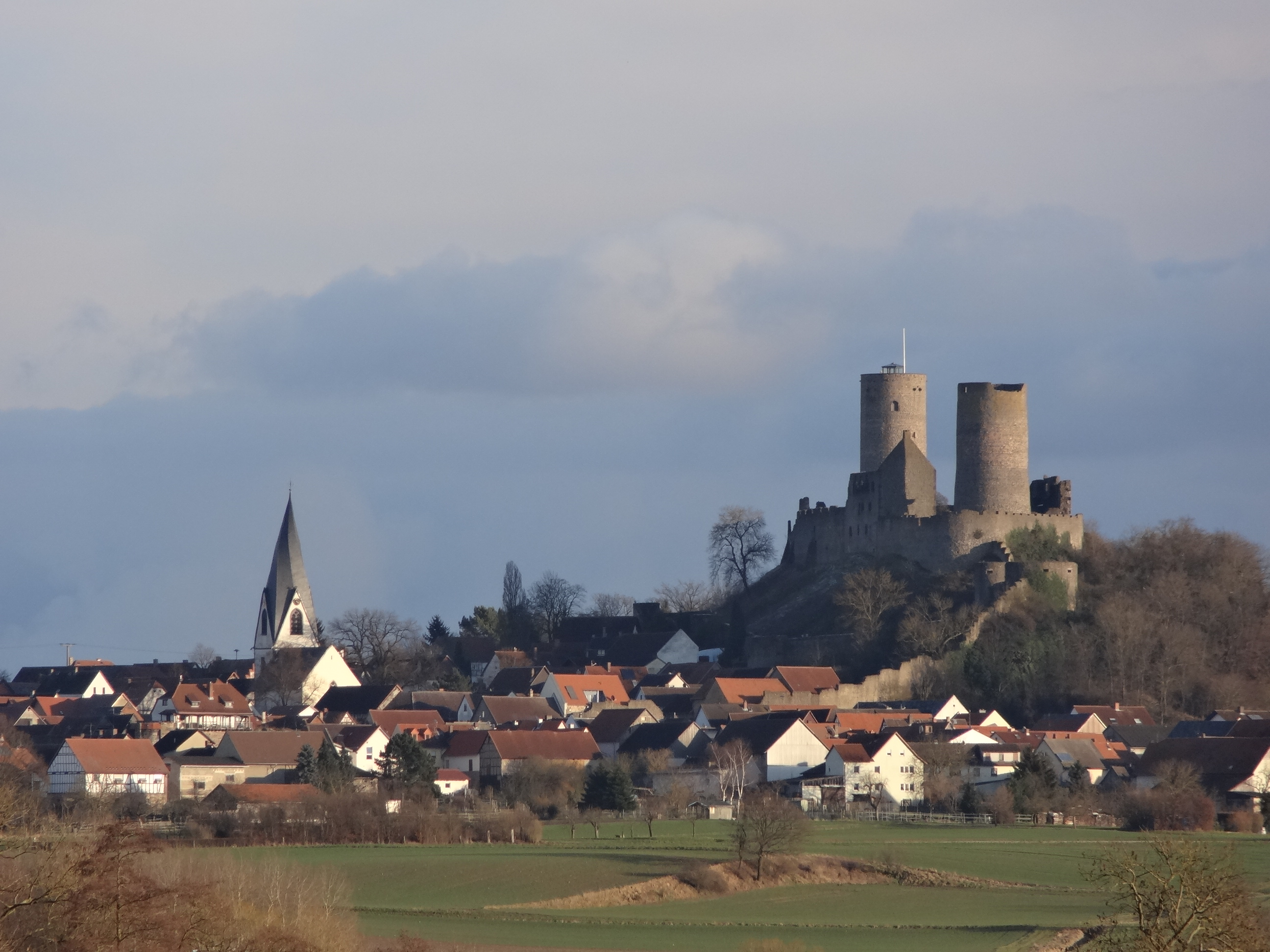
Ortsansicht des Stadtteils Münzenberg mit Kirche und Burg

Münzenberg ist eine Stadt im südhessischen Wetteraukreis.

## Geografie
Münzenberg liegt am Nordrand der Wetterau auf einer Höhe von 202 m ü. NN, 7,5 km nordöstlich von Butzbach, und wird von der Wetter durchflossen. Münzenberg besteht aus den Stadtteilen Gambach, Münzenberg, Ober-Hörgern und Trais.
Münzenberg grenzt im Norden an die Stadt Pohlheim, im Osten an die Städte Lich und Hungen (alle drei im Landkreis Gießen), im Südosten an die Gemeinde Wölfersheim, im Süden an die Gemeinde Rockenberg und im Westen an die Stadt Butzbach (alle drei im Wetteraukreis).

## Geschichte

### Mittelalter
Das Dorf Münzenberg entstand als Siedlung um die Burg Münzenberg, die in der zweiten Hälfte des 12. Jahrhunderts für Kuno I. von Hagen-Arnsburg, der sich spätestens seit 1156 nach der Burg Kuno I. von Münzenberg nannte, erbaut wurde. 1245 wurden der Siedlung Stadtrechte verliehen.
Münzenberg gehörte 1255 als Allod zur Münzenberger Erbschaft, dem Nachlass Ulrichs II. von Münzenberg. Die Münzenberger Erbschaft wurde zwischen sechs seiner Schwestern geteilt, aber als Kondominat gemeinsam weiter verwaltet. So erhielten zunächst je einen Anteil:
- Adelheid, verheiratet mit Reinhard I. von Hanau
- Isengard, verheiratet mit Graf Philipp I. von Falkenstein
- Mechtild, verheiratet mit Engelhard von Weinsberg
- Irmengard, verheiratet mit Konrad von Weinsberg
- Hedwig, verheiratet mit Heinrich von Pappenheim
- Agnes, verheiratet mit Konrad von Schöneberg

Die Rechte an den Anteilen – und damit die Herrschaftsrechte über Münzenberg – wurden weiter vererbt und zum Teil auch verkauft, so dass sich immer wieder unterschiedliche Eigentümergemeinschaften bildeten. Die einzelnen Eigentümer integrierten ihren jeweiligen Anteil in Verwaltungsstrukturen der jeweils eigenen Herrschaft, in der Herrschaft und späteren Grafschaft Hanau war der Anteil z. B. dem dortigen Amt Münzenberg zugeordnet, in der Grafschaft Stolberg-Roßla dem dortigen Amt Ortenberg. Die Zuordnung der Anteile zu einzelnen Eigentümern entwickelte sich folgendermaßen:
| Zeitraum  | Herren                               | Herren                                                      | Herren                                                      | Herren                                                      | Herren                                                      | Herren                                                     | Herren                                                     | Herren                                                     | Herren                                      | Bemerkungen |
| 1255–1256 | Adelheid 1/6 ⚭ Reinhard I. von Hanau | Isengard 1/6 ⚭ Philipp I. von Falkenstein                   | Mechthild 1/6 ⚭ Engelhard von Weinsberg                     | Mechthild 1/6 ⚭ Engelhard von Weinsberg                     | Irmengard 1/6 ⚭ Konrad von Weinsberg                        | Irmengard 1/6 ⚭ Konrad von Weinsberg                       | Agnes 1/6 ⚭ Konrad von Schöneberg                          | Hedwig 1/6 ⚭ Heinrich von Pappenheim                       | Hedwig 1/6 ⚭ Heinrich von Pappenheim        | Aufteilung des Erbes auf sechs verheiratete Töchter |
| 1256–1272 | Herrschaft Hanau 1/6                 | Falkenstein 3/6                                             | Falkenstein 3/6                                             | Falkenstein 3/6                                             | Falkenstein 3/6                                             | Falkenstein 3/6                                            | Schöneberg 1/6                                             | Pappenheim 1/6                                             | Pappenheim 1/6                              | Falkenstein erwarb 1256 die beiden Weinsberger Anteile. |
| 1272–1286 | Herrschaft Hanau 1/6                 | Falkenstein 4/6                                             | Falkenstein 4/6                                             | Falkenstein 4/6                                             | Falkenstein 4/6                                             | Falkenstein 4/6                                            | Falkenstein 4/6                                            | Pappenheim 1/6                                             | Pappenheim 1/6                              | Falkenstein erwarb 1272 den Schöneberger Anteil. |
| 1286–1418 | Herrschaft Hanau 1/6                 | Falkenstein 5/6                                             | Falkenstein 5/6                                             | Falkenstein 5/6                                             | Falkenstein 5/6                                             | Falkenstein 5/6                                            | Falkenstein 5/6                                            | Falkenstein 5/6                                            | Falkenstein 5/6                             | Falkenstein erwarb 1286 den Pappenheimer Anteil. |
| 1418–1420 | Herrschaft Hanau 8/48                | Eppstein 20/48                                              | Eppstein 20/48                                              | Eppstein 20/48                                              | Eppstein 20/48                                              | 1418–1420 Solms-Braunfels (ungeteilt) 20/48                | 1418–1420 Solms-Braunfels (ungeteilt) 20/48                | 1418–1420 Solms-Braunfels (ungeteilt) 20/48                | 1418–1420 Solms-Braunfels (ungeteilt) 20/48 | 1418 erloschen die Falkensteiner. Ihr Anteil fiel zu gleichen Teilen an Solms und Eppstein. |
| 1420–1433 | Herrschaft und Grafschaft Hanau 8/48 | Eppstein 20/48                                              | Eppstein 20/48                                              | Eppstein 20/48                                              | Eppstein 20/48                                              | Solms-Braunfels (neuer Zweig)15/48                         | Solms-Braunfels (neuer Zweig)15/48                         | Solms-Braunfels (neuer Zweig)15/48                         | Solms-Lich 5/48                             | Der Solmser Anteil wurde bei der Teilung des Hauses Solms 1420 im Verhältnis 3:1 zwischen den neuen Linien Braunfels und Lich geteilt. |
| 1433–1458 | Grafschaft Hanau 8/48                | 1433–1507 Eppstein-Münzenberg und Eppstein-Königstein 20/48 | 1433–1507 Eppstein-Münzenberg und Eppstein-Königstein 20/48 | 1433–1507 Eppstein-Münzenberg und Eppstein-Königstein 20/48 | 1433–1507 Eppstein-Münzenberg und Eppstein-Königstein 20/48 | Solms-Braunfels 15/48                                      | Solms-Braunfels 15/48                                      | Solms-Braunfels 15/48                                      | Solms-Lich 5/48                             | Das Haus Eppstein teilte sich in zwei Linien. |
| 1458–1507 | Grafschaft Hanau-Münzenberg 8/48     | 1433–1507 Eppstein-Münzenberg und Eppstein-Königstein 20/48 | 1433–1507 Eppstein-Münzenberg und Eppstein-Königstein 20/48 | 1433–1507 Eppstein-Münzenberg und Eppstein-Königstein 20/48 | 1433–1507 Eppstein-Münzenberg und Eppstein-Königstein 20/48 | Solms-Braunfels 15/48                                      | Solms-Braunfels 15/48                                      | Solms-Braunfels 15/48                                      | Solms-Lich 5/48                             | Das Haus Hanau teilte sich 1458 in zwei Linien. Die Münzenberger Anteile kommen an Hanau-Münzenberg. Die andere Linie ist Hanau-Babenhausen, später -Lichtenberg |
| 1507–1535 | Grafschaft Hanau-Münzenberg 8/48     | 1507–1535 Eppstein-Königstein 20/48                         | 1507–1535 Eppstein-Königstein 20/48                         | 1507–1535 Eppstein-Königstein 20/48                         | 1507–1535 Eppstein-Königstein 20/48                         | Solms-Braunfels 15/48                                      | Solms-Braunfels 15/48                                      | Solms-Braunfels 15/48                                      | Solms-Lich 5/48                             | 1507 trat der letzte männliche Vertreter des Zweiges von Eppstein-Münzenberg (erloschen 1522) seine Rechte gegen eine Pension an den Zweig von Eppstein-Königstein (erloschen 1535) ab. |
| 1535–1548 | Grafschaft Hanau-Münzenberg 8/48     | 1535–1581 Stolberg-Königstein 20/48                         | 1535–1581 Stolberg-Königstein 20/48                         | 1535–1581 Stolberg-Königstein 20/48                         | 1535–1581 Stolberg-Königstein 20/48                         | Solms-Braunfels 15/48                                      | Solms-Braunfels 15/48                                      | Solms-Braunfels 15/48                                      | bis 1548 Solms-Lich 5/48                    | Erbe war der Sohn der Schwester des letzten Grafen von Königstein aus dem Hause Eppstein. Die Eppsteiner Anteile kamen an das Haus Stolberg, aus dem zwei Brüder die kurzlebige Linie Stolberg-Königstein 1535–1581 bildeten.                                                               |
| 1548–1581 | Grafschaft Hanau-Münzenberg 8/48     | 1535–1581 Stolberg-Königstein 20/48                         | 1535–1581 Stolberg-Königstein 20/48                         | 1535–1581 Stolberg-Königstein 20/48                         | 1535–1581 Stolberg-Königstein 20/48                         | Solms-Braunfels 15/48                                      | Solms-Braunfels 15/48                                      | Solms-Braunfels 15/48                                      | ab 1548 Solms-Laubach 5/48                  | Die Solmser Linie Lich teilte sich 1548, es entsteht die Linie Laubach |
| 1581–1642 | Grafschaft Hanau-Münzenberg8/48      | Mainz 10/48                                                 | Mainz 10/48                                                 | 1581–1677 Stolberg-Wernigerode 10/48                        | 1581–1677 Stolberg-Wernigerode 10/48                        | bis 1602 Solms-Braunfels, ab 1602 Solms-Greifenstein 15/48 | bis 1602 Solms-Braunfels, ab 1602 Solms-Greifenstein 15/48 | bis 1602 Solms-Braunfels, ab 1602 Solms-Greifenstein 15/48 | Solms-Laubach 5/48                          | 1581 Mit dem Erlöschen der Linie Stolberg-Königstein besetzte Kurmainz Königstein. Vom Eppsteiner Anteil blieb dem Hause Stolberg nur die Hälfte, die andere hatte Kurmainz als erledigtes Reichslehen kassiert. Vergleich 1590. 1602 teilte sich die Linie Solms-Braunfels in drei Zweige. |
| 1642–1677 | Grafschaft Hanau-Lichtenberg8/48     | Mainz 10/48                                                 | Mainz 10/48                                                 | 1581–1677 Stolberg-Wernigerode10/48                         | 1581–1677 Stolberg-Wernigerode10/48                         | bis 1602 Solms-Braunfels, ab 1602 Solms-Greifenstein 15/48 | bis 1602 Solms-Braunfels, ab 1602 Solms-Greifenstein 15/48 | bis 1602 Solms-Braunfels, ab 1602 Solms-Greifenstein 15/48 | Solms-Laubach 5/48                          | 1642 erlischt Hanau-Münzenberg und fällt an Hanau-Lichtenberg. Nur kurzfristig wieder selbständig, fällt kurz darauf wieder an den Bruder. |
| 1677–1684 | Grafschaft Hanau-Lichtenberg8/48     | Mainz 10/48                                                 | Mainz 10/48                                                 | 1677–1684 Stolberg-Gedern 10/48                             | 1677–1684 Stolberg-Gedern 10/48                             | Solms-Greifenstein 15/48                                   | Solms-Greifenstein 15/48                                   | Solms-Greifenstein 15/48                                   | Solms-Laubach 5/48                          | Die Linie zu Gedern spaltete sich erst 1677 von Stolberg-Wernigerode ab. |
| 1684–1736 | Grafschaft Hanau-Lichtenberg 18/48   | Grafschaft Hanau-Lichtenberg 18/48                          | Grafschaft Hanau-Lichtenberg 18/48                          | Stolberg-Gedern 10/48                                       | Stolberg-Gedern 10/48                                       | Solms-Greifenstein 15/48 ab 1693 Solms-Braunfels           | Solms-Greifenstein 15/48 ab 1693 Solms-Braunfels           | Solms-Greifenstein 15/48 ab 1693 Solms-Braunfels           | Solms-Laubach 5/48                          | 1684 trat Mainz seinen Anteil im Rahmen eines Gebietstausches an Hanau ab. 1693 stirbt Solms-Braunfels aus, Solms-Greifenstein übernimmt. |
| ab 1736   | Landgrafschaft Hessen-Kassel 18/48   | Landgrafschaft Hessen-Kassel 18/48                          | Landgrafschaft Hessen-Kassel 18/48                          | Stolberg-Gedern 10/48                                       | Stolberg-Gedern 10/48                                       | Solms-Braunfels 15/48                                      | Solms-Braunfels 15/48                                      | Solms-Braunfels 15/48                                      | Solms-Laubach 5/48                          | 1736 erbte die Landgrafschaft Hessen-Kassel die Grafschaft Hanau-Münzenberg von Hanau-Lichtenberg, siehe hier. Die Grafschaft Hanau-Lichtenberg fällt an Hessen-Darmstadt. |

Bereits ab 1183 werden Kleriker im Ort erwähnt, aber erst 1376 trennte sich die Ortsgemeinde von der Mutterkirche in Trais und wurde eine eigenständige Pfarrei. Das Patronat der Kirche lag anteilig bei der Ganerbschaft, den Rechtsnachfolgern der Münzenberger Erbschaft. Die Gemeinde gehörte zur Diözese Mainz. Kirchliche Mittelbehörde war das Archidiakonat von St. Maria ad Gradus in Mainz, Dekanat Friedberg.
Verschiedene Klöster unterhielten in Münzenberg Wirtschaftshöfe, so das Kloster Arnsburg, das Dominikanerkloster in Frankfurt und das Antoniterkloster in Grünberg.

### Neuzeit
Die Anteilseigner an dem Kondominat, zu dem auch Münzenberg gehörte, waren überwiegend Mitglieder des Wetterauer Grafenvereins oder sie standen ihm nahe. Deshalb setzte sich hier auch in der zweiten Hälfte des 16. Jahrhunderts die Reformation durch, letztendlich in ihrer reformierten Ausprägung.
Mit der Auflösung der alten Territorialstrukturen in napoleonischer Zeit kam Münzenberg zum Großherzogtum Hessen. Allerdings handelte es sich bis zur Verwaltungsreform von 1821 weiter um teilweise standesherrliches Gebiet, das zu 18/48 dem großherzoglichen Amt Butzbach, zu 15/48 dem standesherrlich-Solms-Braunfelsischen Amt Hungen, zu 10/48 dem standesherrlich-Stolberg-Ortenberg Amt Ortenberg und zu 5/48 dem standesherrlich-Solms-Laubachischen Amt Utphe zugehörte. 1821 wurde dann der Landratsbezirk Butzbach gebildet, dem der großherzogliche und der Stolbergische Anteil angehörten, während der Landratsbezirk Hungen für den Solmsschen Anteil zuständig war. Dies alles wurde 1841 im Kreis Hungen zusammengefasst. Während der Revolution von 1848 gehörte Münzenberg dem Regierungsbezirk Friedberg, ab 1852 dem Landkreis Friedberg an, der 1972 im Wetteraukreis aufging. 1957 wurde Münzenberg erneut Stadt.
Hessische Gebietsreform (1970–1977)
Im Zuge der Gebietsreform in Hessen wurde zum 1. Oktober 1971 die Stadt Münzenberg in die Gemeinde Gambach eingegliedert; die Gemeinde Gambach wurde in Münzenberg umbenannt und erhielt das Recht, die zuvor schon der Gemeinde Münzenberg zustehende Bezeichnung „Stadt“ weiter zu führen. Der Stadtteil Gambach wurde Sitz der Stadtverwaltung. Am 31. Dezember 1971 wurden die bis dahin selbständigen Gemeinden Trais-Münzenberg und Ober-Hörgern (Landkreis Gießen) als weitere Stadtteile eingegliedert. Für alle Stadtteile wurden Ortsbezirke mit Ortsbeirat und Ortsvorsteher nach der Hessischen Gemeindeordnung gebildet.

### Verwaltungsgeschichte im Überblick
Die folgende Liste zeigt die Staaten und Verwaltungseinheiten, denen Münzenberg seit Ende des 18. Jahrhunderts angehört(e):
- vor 1806: Heiliges Römisches Reich, 10⁄48: Grafschaft Stolberg-Roßla (Anteil an der Grafschaft Königstein), Amt Ortenberg; 18⁄48: Landgrafschaft Hessen-Kassel, Grafschaft Hanau-Münzenberg, Amt Dorheim; 15⁄48 Fürstentum Solms-Braunfels, Amt Hungen; 5⁄48 Grafschaft Solms-Laubach, Amt Utphe
- ab 1806: Großherzogtum Hessen (Souveränitätslande),[Anm. 2] Fürstentum Oberhessen, Amt Utphe (Anteile von Solms-Braunfels und Solms-Laubach; die Hanauer Anteile kamen 1810 hinzu)[7]
- ab 1815: Großherzogtum Hessen (Souveränitätslande), Provinz Oberhessen, 18⁄48 Dominal-Amt Butzbach; 15⁄48 Amt Hungen (Solms-Braunfels); 5⁄48 Amt Utphe (Solms-Laubach); 10⁄48 Amt Ortenberg (Stolberg-Ortenberg)[8]
- ab 1821: Großherzogtum Hessen, Provinz Oberhessen, dominaler und Stolbergischer Anteil: Landratsbezirk Butzbach[9][Anm. 3]
- ab 1822: Großherzogtum Hessen, Provinz Oberhessen, Solmser Anteil: Landratsbezirk Hungen[9]
- ab 1841: Großherzogtum Hessen, Provinz Oberhessen, Kreis Hungen
- ab 1848: Großherzogtum Hessen, Regierungsbezirk Friedberg
- ab 1852: Großherzogtum Hessen, Provinz Oberhessen, Kreis Friedberg
- ab 1867: Norddeutscher Bund, Großherzogtum Hessen, Provinz Oberhessen, Kreis Friedberg
- ab 1871: Deutsches Reich, Großherzogtum Hessen, Provinz Oberhessen, Kreis Friedberg
- ab 1918: Deutsches Reich, Volksstaat Hessen, Provinz Oberhessen, Kreis Friedberg
- ab 1938: Deutsches Reich, Volksstaat Hessen, Landkreis Friedberg
- ab 1945: Deutsches Reich, Amerikanische Besatzungszone,[Anm. 4] Groß-Hessen, Regierungsbezirk Darmstadt, Landkreis Friedberg
- ab 1946: Deutsches Reich, Amerikanische Besatzungszone, Hessen, Regierungsbezirk Darmstadt, Landkreis Friedberg
- ab 1949: Bundesrepublik Deutschland, Hessen, Regierungsbezirk Darmstadt, Landkreis Friedberg
- ab 1972: Bundesrepublik Deutschland, Hessen, Regierungsbezirk Darmstadt, Wetteraukreis

### Gerichte seit 1803
In der Landgrafschaft Hessen-Darmstadt wurde mit Ausführungsverordnung vom 9. Dezember 1803 das Gerichtswesen neu organisiert. Für die Provinz Oberhessen wurde das Hofgericht Gießen eingerichtet. Es war für normale bürgerliche Streitsachen Gericht der zweiten Instanz, für standesherrliche Familienrechtssachen und Kriminalfälle die erste Instanz. Übergeordnet war das Oberappellationsgericht Darmstadt. Die Rechtsprechung der ersten Instanz wurde durch die Ämter bzw. Standesherren vorgenommen und somit waren für Münzenberg ab 1806 das Domominalmt Butzbach und standesherrliche Ämter Hungen, Ortenberg und Utphe zuständig. Nach der Gründung des Großherzogtums Hessen 1806 wurden die Aufgaben der ersten Instanz 1821–1822 im Rahmen der Trennung von Rechtsprechung und Verwaltung auf die neu geschaffenen Land- bzw. Stadtgerichte übertragen. So waren ab 1821 das Landgericht Friedberg für die Dominalen und Stolbergischen Anteile und ab 1822 das Landgericht Hungen für die Solms’schen Anteile zuständig. In den Jahren bis 1825 gaben die Standesherren ihre Rechte an den Gerichten an das Großherzogtum Hessen ab. Erst infolge der Märzrevolution 1848 wurden mit dem „Gesetz über die Verhältnisse der Standesherren und adeligen Gerichtsherren“ vom 15. April 1848 die standesherrlichen Sonderrechte endgültig aufgehoben.
Mit dem 1. November 1848 gehörte die ganze Stadt Münzenberg an das Landgerichtsbezirk Butzbach.
Anlässlich der Einführung des Gerichtsverfassungsgesetzes mit Wirkung vom 1. Oktober 1879, infolge derer die bisherigen großherzoglichen Landgerichte durch Amtsgerichte an gleicher Stelle ersetzt wurden, während die neu geschaffenen Landgerichte nun als Obergerichte fungierten, kam es zur Umbenennung in „Amtsgericht Butzbach“ und Zuteilung zum Bezirk des Landgerichts Gießen. Am 1. Juni 1934 wurde das Amtsgericht Hungen aufgelöst und Münzenberg dem Amtsgericht Lich zugeteilt.
2004 wurde das Amtsgericht Butzbach aufgelöst und sein Bezirk in den des Amtsgerichts Friedbergs integriert.

## Bevölkerung

### Einwohnerstruktur 2011
Nach den Erhebungen des Zensus 2011 lebten am Stichtag, dem 9. Mai 2011, in Münzenberg 5632 Einwohner. Darunter waren 115 (2,0 %) Ausländer, von denen 49 aus dem EU-Ausland, 18 aus anderen europäischen Ländern und 48 aus anderen Staaten kamen. (Bis zum Jahr 2020 erhöhte sich die Ausländerquote auf 5,7 %.) Nach dem Lebensalter waren 977 Einwohner unter 18 Jahren, 2372 zwischen 18 und 49, 1191 zwischen 50 und 64 und 1089 Einwohner waren älter. Die Einwohner lebten in 2320 Haushalten. Davon waren 675 Singlehaushalte, 675 Paare ohne Kinder und 812 Paare mit Kindern, sowie 195 Alleinerziehende und 30 Wohngemeinschaften. In 445 Haushalten lebten ausschließlich Senioren und in 1557 Haushaltungen lebten keine Senioren.

### Einwohnerentwicklung
| Münzenberg: Einwohnerzahlen von 1834 bis 2020 | Münzenberg: Einwohnerzahlen von 1834 bis 2020 | Münzenberg: Einwohnerzahlen von 1834 bis 2020 | Münzenberg: Einwohnerzahlen von 1834 bis 2020 | Münzenberg: Einwohnerzahlen von 1834 bis 2020 |
| --- | --------------------------------------------- | --------------------------------------------- | --------------------------------------------- | --------------------------------------------- |
| Jahr |                                               |                                               |                                               | Einwohner                                     |
| 1834 | 1834                                          |                                               | 863                                           | 863                                           |
| 1840 | 1840                                          |                                               | 851                                           | 851                                           |
| 1846 | 1846                                          |                                               | 840                                           | 840                                           |
| 1852 | 1852                                          |                                               | 909                                           | 909                                           |
| 1858 | 1858                                          |                                               | 928                                           | 928                                           |
| 1864 | 1864                                          |                                               | 933                                           | 933                                           |
| 1871 | 1871                                          |                                               | 902                                           | 902                                           |
| 1875 | 1875                                          |                                               | 880                                           | 880                                           |
| 1885 | 1885                                          |                                               | 803                                           | 803                                           |
| 1895 | 1895                                          |                                               | 819                                           | 819                                           |
| 1905 | 1905                                          |                                               | 856                                           | 856                                           |
| 1910 | 1910                                          |                                               | 905                                           | 905                                           |
| 1925 | 1925                                          |                                               | 968                                           | 968                                           |
| 1939 | 1939                                          |                                               | 930                                           | 930                                           |
| 1946 | 1946                                          |                                               | 1.362                                         | 1.362                                         |
| 1950 | 1950                                          |                                               | 1.372                                         | 1.372                                         |
| 1956 | 1956                                          |                                               | 1.309                                         | 1.309                                         |
| 1961 | 1961                                          |                                               | 1.245                                         | 1.245                                         |
| 1967 | 1967                                          |                                               | 1.206                                         | 1.206                                         |
| 1970 | 1970                                          |                                               | 1.057                                         | 1.057                                         |
| 1972 | 1972                                          |                                               | 4.470                                         | 4.470                                         |
| 1975 | 1975                                          |                                               | 4.599                                         | 4.599                                         |
| 1980 | 1980                                          |                                               | 4.749                                         | 4.749                                         |
| 1985 | 1985                                          |                                               | 4.962                                         | 4.962                                         |
| 1990 | 1990                                          |                                               | 5.063                                         | 5.063                                         |
| 1995 | 1995                                          |                                               | 5.586                                         | 5.586                                         |
| 2000 | 2000                                          |                                               | 5.643                                         | 5.643                                         |
| 2005 | 2005                                          |                                               | 5.672                                         | 5.672                                         |
| 2010 | 2010                                          |                                               | 5.546                                         | 5.546                                         |
| 2011 | 2011                                          |                                               | 5.632                                         | 5.632                                         |
| 2015 | 2015                                          |                                               | 5.596                                         | 5.596                                         |
| 2020 | 2020                                          |                                               | 5.835                                         | 5.835                                         |
| Datenquelle: Historisches Gemeindeverzeichnis für Hessen: Die Bevölkerung der Gemeinden 1834 bis 1967. Wiesbaden: Hessisches Statistisches Landesamt, 1968. Weitere Quellen: LAGIS; Hessisches Statistisches Informationssystem; 1972:; Zensus 2011 Ab 1972 einschließlich der im Zuge der Gebietsreform in Hessen eingegliederten Orte. |                                               |                                               |                                               |                                               |

### Historische Religionszugehörigkeit
| • 1961: | 1057 evangelische (= 84,90 %), 167 katholische (= 13,41 %) Einwohner                         |
| • 1987: | 3733 evangelische (= 77,4 %), 887 katholische (= 18,4 %), 202 sonstige (= 4,2 %) Einwohner   |
| • 2011: | 3504 evangelische (= 62,2 %), 906 katholische (= 16,1 %), 1222 sonstige (= 21,7 %) Einwohner |

## Politik

### Stadtverordnetenversammlung
Die Kommunalwahl am 14. März 2021 lieferte folgendes Ergebnis, in Vergleich gesetzt zu früheren Kommunalwahlen:
| Sitzverteilung in der Stadtverordnetenversammlung 2021Insgesamt 23 Sitze - SPD: 8 - FWG: 7 - CDU: 8 | Parteien und Wählergemeinschaften | Parteien und Wählergemeinschaften           | 2021  | 2021  | 2016  | 2016  | 2011  | 2011  | 2006  | 2006  | 2001  | 2001  |
| Sitzverteilung in der Stadtverordnetenversammlung 2021Insgesamt 23 Sitze - SPD: 8 - FWG: 7 - CDU: 8 | Parteien und Wählergemeinschaften | Parteien und Wählergemeinschaften           | %     | Sitze | %     | Sitze | %     | Sitze | %     | Sitze | %     | Sitze |
| Sitzverteilung in der Stadtverordnetenversammlung 2021Insgesamt 23 Sitze - SPD: 8 - FWG: 7 - CDU: 8 | CDU                               | Christlich Demokratische Union Deutschlands | 37,0  | 8     | 38,9  | 9     | 40,9  | 10    | 46,6  | 12    | 41,9  | 13    |
| Sitzverteilung in der Stadtverordnetenversammlung 2021Insgesamt 23 Sitze - SPD: 8 - FWG: 7 - CDU: 8 | SPD                               | Sozialdemokratische Partei Deutschlands     | 34,7  | 8     | 43,5  | 10    | 48,5  | 12    | 42,6  | 10    | 40,5  | 12    |
| Sitzverteilung in der Stadtverordnetenversammlung 2021Insgesamt 23 Sitze - SPD: 8 - FWG: 7 - CDU: 8 | FWG                               | Freie Wählergemeinschaft Münzenberg         | 28,3  | 7     | 17,6  | 4     | 10,6  | 3     | 10,7  | 3     | 11,7  | 4     |
| Sitzverteilung in der Stadtverordnetenversammlung 2021Insgesamt 23 Sitze - SPD: 8 - FWG: 7 - CDU: 8 | Grüne                             | Bündnis 90/Die Grünen                       | –     | –     | –     | –     | –     | –     | –     | –     | 5,4   | 2     |
| Sitzverteilung in der Stadtverordnetenversammlung 2021Insgesamt 23 Sitze - SPD: 8 - FWG: 7 - CDU: 8 | FDP                               | Freie Demokratische Partei                  | –     | –     | –     | –     | –     | –     | –     | –     | 0,5   | 0     |
| Sitzverteilung in der Stadtverordnetenversammlung 2021Insgesamt 23 Sitze - SPD: 8 - FWG: 7 - CDU: 8 | Gesamt                            | Gesamt                                      | 100,0 | 23    | 100,0 | 25    | 100,0 | 25    | 100,0 | 25    | 100,0 | 31    |
| Sitzverteilung in der Stadtverordnetenversammlung 2021Insgesamt 23 Sitze - SPD: 8 - FWG: 7 - CDU: 8 | Wahlbeteiligung in %              | Wahlbeteiligung in %                        | 61,8  | 61,8  | 60,9  | 60,9  | 66,4  | 66,4  | 59,5  | 59,5  | 61,7  | 61,7  |

### Bürgermeister
Nach der hessischen Kommunalverfassung wird der Bürgermeister für eine sechsjährige Amtszeit gewählt, seit dem Jahr 1993 in einer Direktwahl, und ist Vorsitzender des Magistrats, dem in der Stadt Münzenberg neben dem Bürgermeister ehrenamtlich ein Erster Stadtrat und sechs weitere Stadträte angehören. Bürgermeisterin ist seit dem 1. Juli 2017 Isabell Tammer (FWG). Sie wurde als Nachfolgerin von Hans Jürgen Zeiß (CDU), der nach zwei Amtszeiten nicht wieder kandidiert hatte, am 19. Februar 2017 im ersten Wahlgang bei 65,3 Prozent Wahlbeteiligung mit 53,9 Prozent der Stimmen gewählt. Es folgte eine Wiederwahl ohne Gegenkandidaten im Februar 2023.
Amtszeiten der Bürgermeister
- 2017–2029 Isabell Tammer (FWG)[27]
- 2005–2017 Hans Jürgen Zeiß (CDU) ()1950–2024[28]
- 1993–2005 Klaus Bolz (SPD) (1946–2011)[31]

### Wappen
| | Blasonierung: „In Gold zwei rote Zinnentürme über einem blauen Dreiberg, aus dem ein blauer Minzenstengel herauswächst.“ |
| Wappenbegründung: Das Wappen fußt auf dem Bild des Siegels des Schultheißen für die Burg und Stadt, das seit 1274 nachweisbar ist. Die Türme auf dem Berg versinnbildlichen die beiden Bergfriede der heute noch in ansehnlichen Resten stehenden Burg, die um 1160 Kuno von Münzenberg erbaute. Der Minzenstengel ist redend für den Geschlechtsnamen. Da das Siegelbild mit dem der Dynasten von 1231 bis 1253 übereinstimmt, kann die Entstehung des Stadtsiegels in die Zeit vor 1250 datiert werden. Sein Nachschnitt aus dem 14. Jahrhundert und das Stadtsiegel des 16. Jahrhunderts halten an dem ursprünglichen Bild fest. Der Ort war schon 1244 Stadt; 1957 wurde wieder die Stadtbezeichnung verliehen. Das Wappen wurde von dem Bad Nauheimer Heraldiker Heinz Ritt gestaltet und am 9. März 1973 durch das Ministerium des Innern genehmigt. | |

### Städtepartnerschaften
Münzenberg unterhält eine Partnerschaft mit Ronneburg in Thüringen.

## Sehenswürdigkeiten

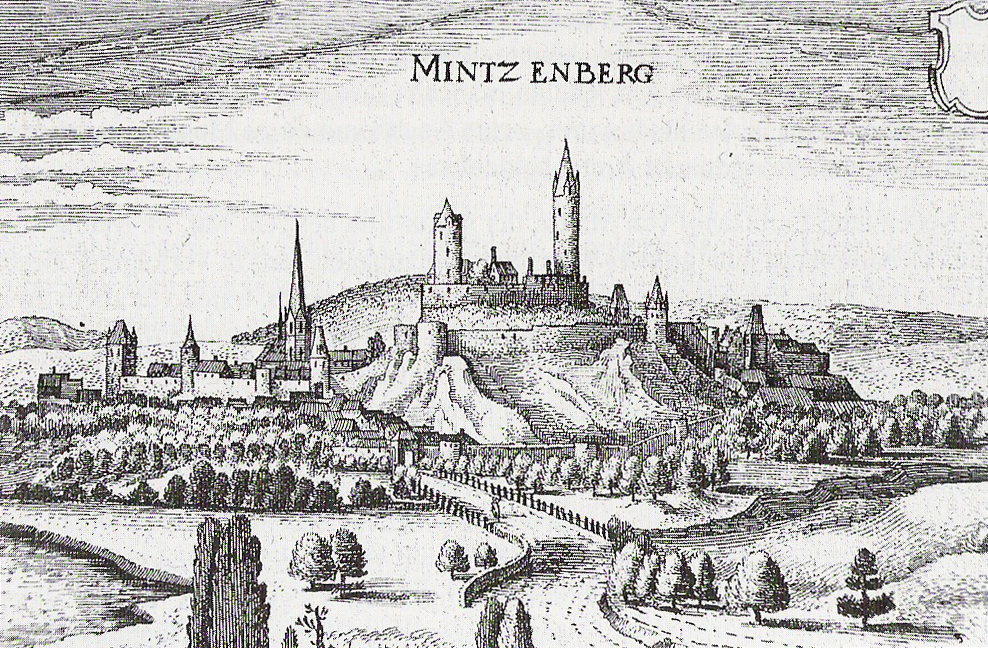
Burg Münzenberg in einem Kupferstich von Matthäus Merian

- Die Burg Münzenberg wurde ab der zweiten Hälfte des 12. Jahrhunderts errichtet. Sie ist eine der bedeutendsten Burganlagen in Deutschland. Aufgrund der Fernansicht auf die Burg wird sie auch als „Wetterauer Tintenfass“ bezeichnet.
- Bemerkenswert ist die Evangelische Pfarrkirche mit einem Altarziborium und dem spätgotischen Kruzifix (mit echtem Haar) über dem Altar.
- Die römisch-katholische Kirche ist in der ehemaligen Hospitalkirche untergebracht.
- Geologischer Garten Münzenberg

## Verkehr

### Straße
Münzenberg wird durch die Bundesstraße 488 und den Autobahnanschluss Münzenberg an der Bundesautobahn 45 erschlossen. Am benachbarten Gambacher Kreuz treffen sich die Bundesautobahn 5 (Hattenbacher Dreieck–Weil am Rhein) und die A 45 (Dortmund–Aschaffenburg).

### Eisenbahn

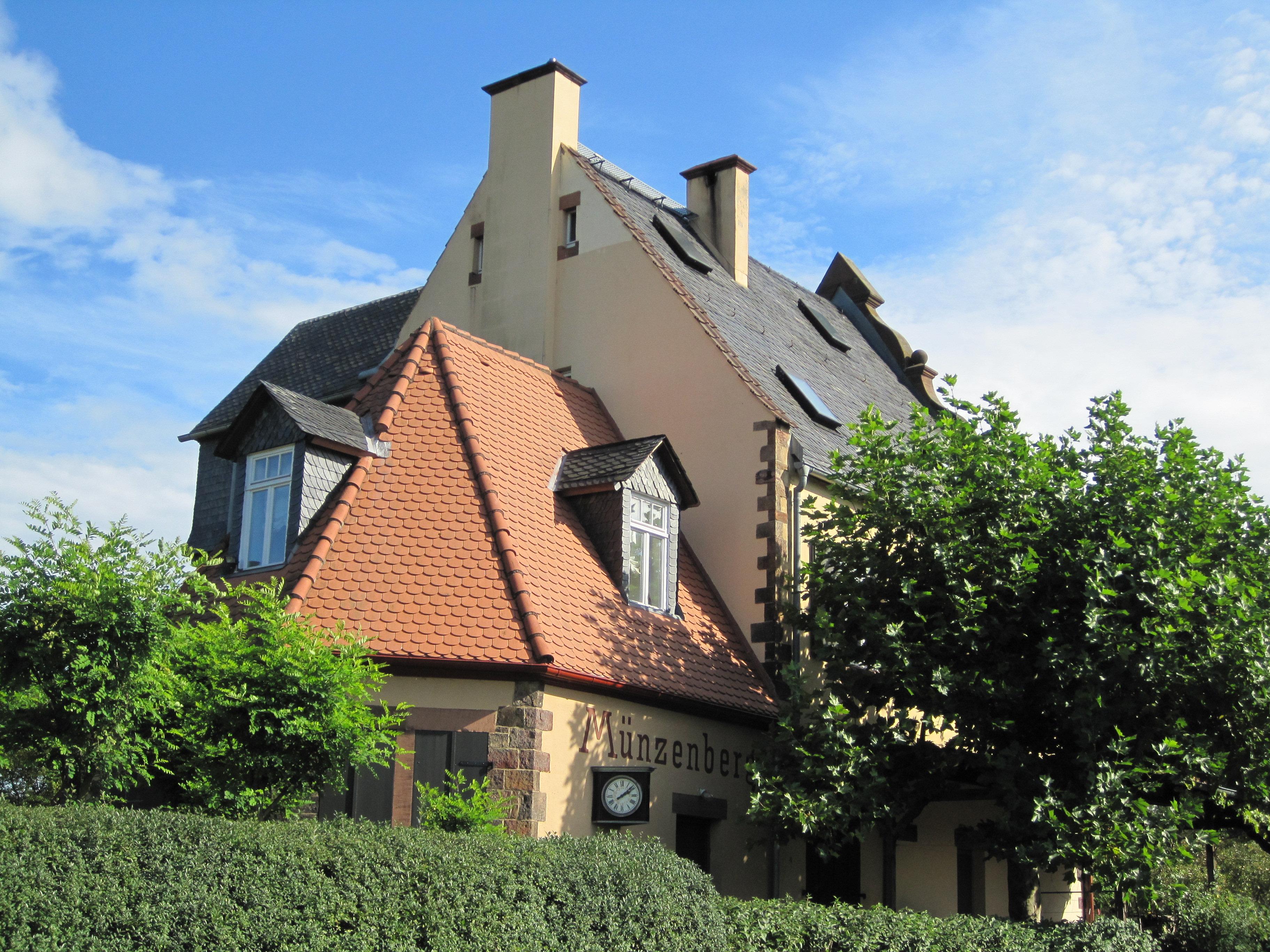
Empfangsgebäude des Bahnhofs

Der Bahnhof Münzenberg liegt an der Stammstrecke Butzbach–Lich der Butzbach-Licher Eisenbahn (BLE). Er ging gemeinsam mit der Strecke am 28. März 1904 in Betrieb. Am 27. Mai 1961 wurde hier der Personenverkehr aufgegeben. Der Güterverkehr wurde zum 26. September 1985 zwischen Münzenberg und Trais-Münzenberg eingestellt.
Heute ist der Münzenberger Bahnhof Endpunkt der Züge der Museumseisenbahn der Eisenbahnfreunde Wetterau e. V. (EfW). Die Züge befahren die Strecke über Griedel und Rockenberg nach Bad Nauheim Nord. Im Güterverkehr wird hier Holz verladen, das über den Bahnhof Butzbach Ost auf die Main-Weser-Bahn gefahren wird. Das Empfangsgebäude des Bahnhofs Münzenberg ist heute ein Kulturdenkmal nach dem Hessischen Denkmalschutzgesetz.

### Busverkehr
Münzenberg gehört zum Gebiet des Rhein-Main-Verkehrsverbundes (RMV). Im Ort halten die Busse der VGO-Linien FB-52 und FB-57, die Münzenberg mit Butzbach, Lich und Beienheim verbinden.

## In Münzenberg geboren
- Johann Nikolaus Misler (1614–1683), lutherischer Theologe
- Wilhelm Bender (1845–1901), protestantischer Theologe und Hochschullehrer
- Tobias Fenchel (1849–1910), geboren im Ortsteil Gambach, Missionar der Rheinischen Missionsgesellschaft in Südwestafrika
- Georg Fink (1884–1966), geboren im Ortsteil Gambach, deutscher Archivar
- Theodor Morell (1886–1948), Urologe, geboren im Ortsteil Trais, Arzt, von 1936 bis 1945 Leibarzt Adolf Hitlers
- Burkhard Mohr (* 1955), geboren im Ortsteil Gambach, Organist und Komponist moderner Klassik
- Nikolai Weber (* 1980), Handballspieler
- Lars Ruppel (* 1985), Slampoet